# Рудолф II (Реция)
Рудолф II (на немски: Rudolf, † сл. 895 г.) от рода Велфи е маркграф на Реция (графство в Швабия) до 895 г., наследявайки Адалберт I (835-846).
Освен това той е граф на Тургау и Цюрихгау.
Той е най-малкият син на Рудолф I († 6 януари 866 г., граф на Понтие и Труа) и на Хруодун (Родуна) († сл. 867 г.). Неговият най-голям брат Конрад Черния († 22 март 882 г.) е граф на Париж (от 866 г.).
По бащина линия е внук на граф Велф I и Хелвига Саксонска и племенник на Юдит, съпруга на император Лудвиг Благочестиви, на Ема Баварска, съпруга на крал Лудвиг II Немски и на граф Конрад I. Рудолф II е първи братовчед на Карл II Плешиви, Лудвиг III Младши, Карл III Тлъсти и Карломан.
Последван е в Реция от Бурхард I (895-911).